# 川 (学校放送)
『川』（かわ）は、2002年4月10日から2004年3月15日までNHK教育テレビジョンで放送されていた小学校4年生・5年生向けの学校放送（教科：総合的な学習の時間・環境教育）である。

## 概要
日本人にとって身近な存在である川をテーマにした番組。自然・環境問題、生活文化、芸術に至るまで様々な切り口から川を捉え、多角的に描いていた。

## 放送時間
いずれも日本標準時、別の時間帯での再放送あり。本放送の終了後も、2007年3月22日まで繰り返し再放送されていた。
| 期間                          | 放送時間             |
| ----------------------------- | -------------------- |
| 2002年4月10日 - 2003年3月26日 | 水曜日 10:45 - 11:00 |
| 2003年4月7日 - 2004年3月15日  | 月曜日 11:15 - 11:30 |

## キャスト
- プレゼンター - 谷口賢志
- ナレーション - 千葉繁